# Holandia na Zimowych Igrzyskach Olimpijskich 1980
Holandię na Zimowych Igrzyskach Olimpijskich 1980 reprezentowało 29 zawodników: 25 mężczyzn i cztery kobiety. Był to jedenasty start reprezentacji Holandii na zimowych igrzyskach olimpijskich. Wszystkie medale reprezentanci Holandii zdobyli w łyżwiarstwie szybkim.

## Zdobyte medale
| Medal  | Zawodnik       | Dyscyplina          | Konkurencja             | Rezultat     |
| ------ | -------------- | ------------------- | ----------------------- | ------------ |
| Złoto  | Annie Borckink | Łyżwiarstwo szybkie | bieg na 1500 m kobiet   | 2:10,95 min  |
| Srebro | Ria Visser     | Łyżwiarstwo szybkie | bieg na 1500 m kobiet   | 2:12,35 min  |
| Srebro | Piet Kleine    | Łyżwiarstwo szybkie | bieg na 10 000 m kobiet | 14:36,03 min |
| Brąz   | Lieuwe de Boer | Łyżwiarstwo szybkie | bieg na 500 m mężczyzn  | 38,48        |

## Skład kadry

### Hokej na lodzie
Reprezentacja mężczyzn
| - Ted Lenssen - John de Bruyn - Patrick Kolijn - George Peternousek - Al Pluymers - Rick van Gog - Henk Hille - Frank van Soldt - Harrie van Heumen - Larry van Wieren |  | - Ron Berteling - Dick Decloe - Jack de Heer - Jan Janssen - Klaas van den Broek - Leo Koopmans - Brian de Bruijn - Chuck Huizinga - Corky de Graauw - Willem Klooster |

Reprezentacja Holandii wzięła udział w rozgrywkach grupy "czerwonej" turnieju olimpijskiego i zajęła w niej piąte miejsce, tym samym nie awansując do rozgrywek finałowych. Ostatecznie została sklasyfikowana na 9. miejscu.

#### Rozgrywki grupowe
Grupa czerwona
| Drużyna   | M | Mecze | Mecze | Mecze | Bramki | Bramki | Bramki | Pkt |
| Drużyna   | M | W     | R     | P     | +      | -      | +/-    | Pkt |
| --------- | - | ----- | ----- | ----- | ------ | ------ | ------ | --- |
| ZSRR      | 5 | 5     | 0     | 0     | 51     | 11     | +40    | 10  |
| Finlandia | 5 | 3     | 0     | 2     | 26     | 18     | +12    | 6   |
| Kanada    | 5 | 3     | 0     | 2     | 28     | 12     | +16    | 6   |
| Polska    | 5 | 2     | 0     | 3     | 15     | 23     | -8     | 4   |
| Holandia  | 5 | 1     | 1     | 3     | 16     | 43     | -27    | 3   |
| Japonia   | 5 | 0     | 1     | 4     | 7      | 36     | -29    | 1   |

Wyniki
| 12 lutego 1980 | Holandia | 1:10 | Kanada | Olympic Arena |

| Godzina: 13:30 | C.DGraauw 01:56 | (1:2, 0:2, 0:6) | K.Primeau 04:04 K.Berry 11:40 D.D`Aluise 26:52 D.Hidmarch 35:02 G.Anderson 43:41 D.D`Aluise 44:14 J.Devaney 50:35 K.Berry 51:11 K.Berry 52:22 D.Hidmarch 58:11 | Sędzia główny: Lindgren |

| 14 lutego 1980 | Holandia | 4:17 | ZSRR | Olympic Arena |

| Godzina: 16:30 | H.Hille 11:51 C.DGraauw 33:49 D.de Cloe 41:52 C.DGraauw 56:14 | (1:8, 1:7, 2:2) | W.Fietisow 04:24 W.Krutow 04:43 W.Wasiljew 09:59 W.Pietrow 10:12 W.Charłamow 11:43 J.Lebiediew 14:41 A.Malcew 16:41 J.Lebiediew 19:19 W.Żłuktow 21:41 J.Lebiediew 22:02 A.Golikow 24:32 A.Golikow 30:21 W.Krutow 31:07 W.Krutow 36:09 A.Malcew 39:14 S.Makarow 47:12 S.Makarow 56:21 | Sędzia główny: Vladimir Šubrt |

| 16 lutego 1980 | Japonia | 3:3 | Holandia | Olympic Arena |

| Godzina: 16:30 | H.Sakurai 14:22 H.Urabe 14:41 H.Urabe 18:01 | (3:1, 0:1, 0:1) | R.van Gog 18:43 D.de Cloe 33:39 D.de Cloe 57:15 | Sędzia główny: Vladimir Šubrt |

| 18 lutego 1980 | Holandia | 5:3 | Polska | Olympic Arena |

| Godzina: 16:30 | W.Klooster 01:39 J.de Heer 08:18 J.de Heer 13:58 W.Klooster 24:42 J.de Heer 36:05 | (3:1, 2:1, 0:1) | H.Janiszewski 05:51 W.Jobczyk 21:37 L.Kokoszka 47:36 | Sędzia główny: Josef Kompalla |

| 20 lutego 1980 | Finlandia | 10:3 | Holandia | Olympic Arena |

| Godzina: 20:00 | J.Porvari 10:41 R.Leppanen 18:28 I.Villa 33:07 J.Porvari 34:12 J.Kurri 42:35 E.Peltonen 43:44 H.Koskinen 44:34 M.Hakulinen 46:10 J.Kurri 48:16 H.Haapalainen 51:03 | (2:1, 2:1, 6:1) | L.van Wieren 18:13 W.Klooster 30:25 G.Peternousek 53:04 | Sędzia główny: Josef Kompalla |

### Łyżwiarstwo szybkie
Mężczyźni
| Zawodnik             | Konkurencja   | Konkurencja   | Konkurencja    | Konkurencja    | Konkurencja        | Konkurencja        | Konkurencja    | Konkurencja    | Konkurencja      | Konkurencja      |
| Zawodnik             | Bieg na 500 m | Bieg na 500 m | Bieg na 1000 m | Bieg na 1000 m | Bieg na 1500 m     | Bieg na 1500 m     | Bieg na 5000 m | Bieg na 5000 m | Bieg na 10 000 m | Bieg na 10 000 m |
| Zawodnik             | Czas          | Miejsce       | Czas           | Miejsce        | Czas               | Miejsce            | Czas           | Miejsce        | Czas             | Miejsce          |
| -------------------- | ------------- | ------------- | -------------- | -------------- | ------------------ | ------------------ | -------------- | -------------- | ---------------- | ---------------- |
| Lieuwe de Boer       | 38,48         | brąz          | 1:17,97        | 10.            |                    |                    |                |                |                  |                  |
| Bert de Jong         | 39,30         | 16.           | 1:17,29        | 6.             | 1:59,83            | 13.                |                |                |                  |                  |
| Hilbert van der Duim | 40,42         | 28.           | 1:19,89        | 21.            | 1:59,49            | 11.                | 7:07,97        | 4.             | 14:47,59         | 6.               |
| Yep Kramer           |               |               |                |                | Nie ukończył biegu | Nie ukończył biegu | 7:14,09        | 9.             | 15:04,79         | 11.              |
| Piet Kleine          |               |               |                |                |                    |                    | 7:08,96        | 6.             | 14:36,03         | srebro           |

Kobiety
| Zawodnik                  | Konkurencja   | Konkurencja   | Konkurencja    | Konkurencja    | Konkurencja    | Konkurencja    | Konkurencja           | Konkurencja           |
| Zawodnik                  | Bieg na 500 m | Bieg na 500 m | Bieg na 1000 m | Bieg na 1000 m | Bieg na 1500 m | Bieg na 1500 m | Bieg na 3000 m        | Bieg na 3000 m        |
| Zawodnik                  | Czas          | Miejsce       | Czas           | Miejsce        | Czas           | Miejsce        | Czas                  | Miejsce               |
| ------------------------- | ------------- | ------------- | -------------- | -------------- | -------------- | -------------- | --------------------- | --------------------- |
| Haitske Valentijn-Pijlman | 44,02         | 15.           | 1:28,80        | 14.            |                |                |                       |                       |
| Annie Borckink            | 44,47         | 22.           | 1:27,24        | 6.             | 2:10,95        | złoto          | 4:47,35               | 13.                   |
| Sijtje van der Lende      | 44,74         | 26.           | 1:28,72        | 13.            | 2:16,05        | 15.            | 4:51,53               | 16.                   |
| Ria Visser                |               |               |                |                | 2:12,35        | srebro         | Nie ukończyła wyścigu | Nie ukończyła wyścigu |